# Mohamed Mahfood Sayed
Mohamed Mahfood Sayed (arabisch محمد محفوظ سيد, DMG Muḥammad Maḥfūẓ Sayyid; * 27. April 1960) ist ein ehemaliger jemenitischer Boxer.

## Biografie
Mohamed Mahfood Sayed nahm bei den Olympischen Sommerspielen 1988 im Fliegengewicht teil. Nachdem er in der ersten Runde ein Freilos hatte, musste er in der zweiten Runde gegen Emmanuel Nsubuga aus Uganda antreten. Dieser siegte durch Knockout in der ersten Runde und Sayed schied somit aus dem Wettbewerb aus.